# Lemmeströtorp (naturreservat)
Lemmeströtorp är ett naturreservat i Svedala kommun i Skåne län.
Området är naturskyddat sedan 2010 och är 8 hektar stort. Reservatet består av en damm omgiven av ädellövträd. Här finns lövgroda,  större vattensalamander och ätlig groda.